# Smidtia longicauda
Smidtia longicauda là một loài ruồi trong họ Tachinidae.